# پیتر وبر
پیتر وبر (انگلیسی: Peter Webber؛ زادهٔ ۱۹۶۰ (۶۴–۶۵ سال)) کارگردان، فیلم‌نامه‌نویس و تدوین‌گر اهل بریتانیا است. وی از سال ۱۹۹۲ میلادی تاکنون مشغول فعالیت بوده است. وی بیشتر برای کارگردانی اولین فیلم بلند خود دختری با گوشواره مروارید و خیزش هانیبال شناخته شده است.